# Karl Heinz Rechinger
Karl Heinz Rechinger (né le 16 octobre 1906 à Vienne en Autriche et mort le 30 décembre 1998 à Vienne, est un botaniste autrichien qui fut aussi ptéridologue et phycologue. Il a été élu membre de l'Académie royale des sciences de Suède en 1971. Karl Heinz Rechinger est le fils de Karl Rechinger.

## Biographie
Il a commencé sa carrière scientifique comme assistant du professeur Richard von Wettstein, auprès duquel il effectue ses travaux de recherches et présente sa thèse en 1931. À partir de 1929, il est employé au département de botanique du Muséum d'histoire naturelle de Vienne, assistant Fritz Knoll, Lothar Geiler et Friedrich Ehrendorfer. Il reçoit le titre d'assistant à l'âge de 31 ans et prend la place de Karl von Keissler, directeur du département, cinq ans plus tard.
Il organise l'évacuation de l'herbier et de la bibliothèque du Muséum pendant la Seconde Guerre mondiale, ce qui représente seize millions de spécimens et six cent mille ouvrages. Une grande partie de l'herbier est évacuée à Lunz am See, où Rechinger demeure jusqu'à la fin de la guerre.
Il reçoit son habilitation en 1953 avec sa thèse portant sur la phytogéographie de la mer Égée (Phytogeographia Aegaea) et devient ainsi dozent de l'université de Vienne.
En 1956 et 1957, il est professeur visiteur à Bagdad, où il fonde l'herbier de l'université de Bagdad ; et de 1963 à 1971, directeur général du Muséum d'histoire naturelle. Il devient membre de la Société linnéenne de Londres et de la Leopoldina de Halle. Il est nommé conseiller d'État effectif (Wirklicher Hofrat) et fait docteur honoris causa de l'université de Lund.
Toute sa vie, il s'est inlassablement dévoué à la flore de Perse. Il est coauteur de la collection Flora iranica qui comprend plusieurs volumes.
Il est enterré au cimetière central de Vienne auprès de son père.

## Œuvres
Quelques publications :
- Beitrag zur Kenntnis der Pilz-Flora von Aussee, 1930
- Flora Aegaea, 1943

### Livres
- Hegi, G, HJ Conert, EJ Jäger, JW Kadereit, KH Rechinger. 1997. Illustrierte Flora von Mitteleuropa, 7 Bde. in Tl.-Bdn. u. Lieferungen, Bd.3/2, Angiospermae: Dicotyledones 1 (Gebundene Ausgabe). Ed. Blackwell Wissenschafts-Verlag; Auflage: 2. vollst. neubearb. A. 1264 p.  (ISBN 3-8263-2859-0)
- Rechinger, KH, G Hegi. 1969. Illustrierte Flora von Mittel-Europa. Tomo. 3. Teilbd. 2. Lfg. 6. Caryophyllaceae (T. 3). Ed. Hanser; Auflage: 2., völlig neu bearb. Aufl. 433 p.
- Rechinger, KH, P Aellen. 1964. Flora of lowland Iraq. Ed. Cramer. 746 p.
- Rechinger, KH, G Hegi. 1961. Illustrierte Flora von Mittel-Europa. Tomo 3. Teilbd. 2. Lfg 4. [Chenopodiaceen, Melden. T. 3 / Bearb. von Paul Aellen.]. Ed. Hanser; Auflage: 2. Aufl. 433 p.
- Rechinger, KH, G Hegi. 1958. Illustrierte Flora von Mittel-Europa. Bd. 3. Dicotyledones T. 1. Neubearb. u. hrsg. von Karl-Heinz Rechinger unter Mitarb. von… Taf. von Walter Opp. Ed. Hanser; Auflage: 2., völlig neubearb. Aufl. 452 p.